# Kostel svaté Agáty (Florencie)
Kostel svaté Agáty ve Florencii (it. Chiesa di Sant'Agata) je kostel ve Florencii na Via San Gallo zasvěcený svaté Agátě.

## Historie
Kostel v průběhu staletí patřil několika ženským náboženským řádům. V 19. století, po napoleonských represích, připadl konvent vojenské nemocnici a v jejím vlastnictví je i s kostelem, který je využíván jako nemocniční kaple, do současnosti.
V interiéru, který byl rekonstruován v roce 1569, je na hlavním oltáři malba Svatba v Caan od Alloriho. Fresku Martyrium svaté Agáty zhotovil Giovanni Bizzelli.